# 吉田文

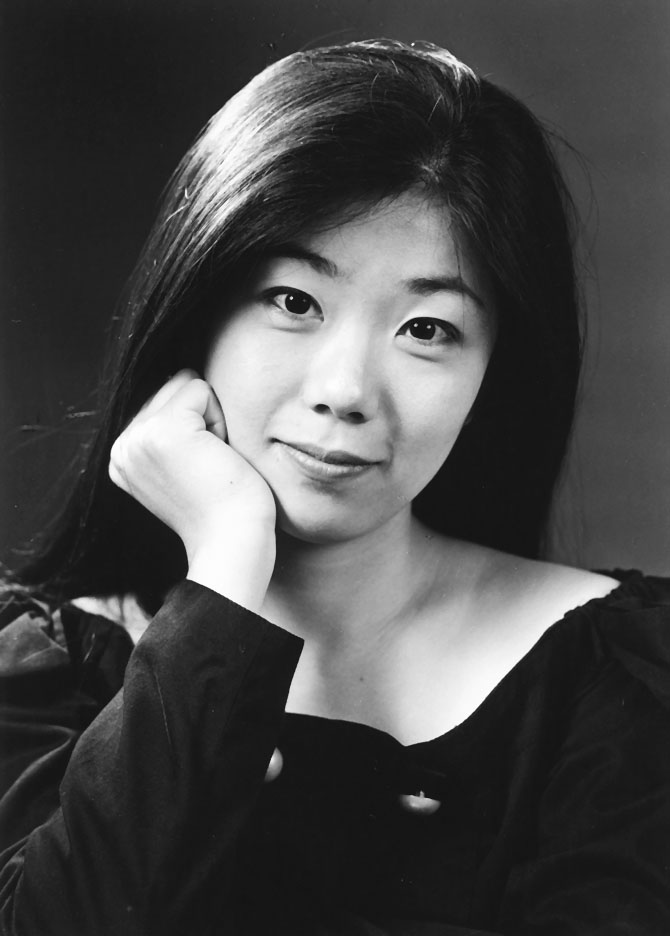
吉田文

吉田 文（よしだ あや、1971年 - ）は、日本の教会音楽家、オルガニスト。

## 人物
名古屋市に生まれる。幼少の頃から母である吉田徳子から音楽の手ほどきを受けた。名古屋少年少女合唱団25期生。愛知教育大学附属名古屋中学校を卒業後に単身で西ドイツへ渡る。パーダーボルン大聖堂のオルガニスト、ヘルムート・ペータースにオルガンを学ぶ。
1989年、ケルン音楽大学カトリック教会音楽科に入学許可を得る。1994年に教会音楽家A級国家試験を取得。1998年にドイツ国家演奏家資格を取得。その間オルガンをヴォルフガング・シュトックマイヤー、クレメンス・ガンツに師事する。現地のパイプオルガン工房での実習をたびたび行う他、1998年度ドイツ・オルガンアドヴァイサー協会主催のオルガンアドヴァイザー養成コースへ参加する。パーダーボルン大聖堂オルガニストの常時代理、ケルン市聖カタリーナ教会オルガニスト、同市南部司牧地区教会音楽家として聖パウロ教会などで勤務のかたわら、ドイツを中心としたヨーロッパでコンサートオルガニストとして活動している。
中世から現代までの作品をレパートリーとしているが、特に後期ロマン派から現代までのエポックを得意とする。現代作品の初演も多い。
現在はフリーのコンサート・オルガニストとして日本とドイツを中心に演奏活動を続ける。名古屋女子大学准教授、南山大学非常勤講師、南山大学エクステンションカレッジ講師、朝日カルチャーセンター名古屋講師。2007年よりコンサートシリーズ「名古屋オルガンの秋」を主宰している。